# Lycopersicon cheesmanii
Lycopersicon cheesmanii är en potatisväxtart som beskrevs av Riley. Lycopersicon cheesmanii ingår i släktet Lycopersicon och familjen potatisväxter. Inga underarter finns listade i Catalogue of Life.